# 非接触型流速計
非接触型流速計（ひせっしょくがたりゅうそくけい）は水に触れずに水面から離れた位置から水の流れる速さを測る機器である。
主に洪水時の河川流量を計測するために新しい流量観測手法として開発された。大きく分けて「ドップラー式」と「画像処理式」がある。

## ドップラー式非接触型流速計
水面に電波もしくは超音波を反射させ表面流速を計測する。

## 画像処理式非接触型流速計
水面の波紋や流下物等の時間変化を捉え表面流速を計測する。